# Swale (chenal)
Pour les articles homonymes, voir Swale.

Swale (chenal)

Le Swale est le nom donné à une bande de mer séparant le nord du Kent de l’île de Sheppey en Angleterre.

## Étymologie
La région du Yorkshire du Nord possède également une rivière appelée Rivière Swale. Le mot swale signifiant une dépression dans le sol permettant à l’eau de circuler.

## Géographie
À l’origine, le Swale était une rivière conventionnelle. Avant la formation de la Manche, il y a 6500 ans av. J.-C., la côte orientale de la Grande-Bretagne s’étendait plus loin dans la mer du Nord actuelle. L’Île de Sheppey était alors rattachée au reste du pays. Lors de la montée du niveau des mers et à la suite de l’érosion de la rivière, la vallée a été immergée et envahie par la mer tout en séparant l’île du reste de la Grande-Bretagne. La voie navigable nécessite un dragage constant pour permettre sa traversée.

## Nature
Le Swale est une zone de protection spéciale riche en faune et en flore.
La flore est constituée de zostères,  crambe maritime, salicornes. On y rencontre également des papillons comme le souci et de rares Sphingidaes.

### Oiseaux présents
Le Swale est un habitat pour beaucoup d’oiseaux :
- Avocette Recurvirostra avosetta
- Barge à queue noire Limosa limosa islandica
- Barge rousse Limosa lapponica
- Bécasseau maubèche Calidris canutus
- Busard des roseaux Circus aeruginosus
- Busard Saint-Martin Circus cyaneus
- Canard pilet Anas acuta
- Canard souchet Anas clypeata
- Chevalier gambette Tringa totanus
- Mouette mélanocéphale Larus melanocephalus
- Pluvier doré Pluvialis apricaria
- Pluvier grand-gravelot Charadrius hiaticula
- Pluvier argenté Pluvialis squatarola